# Агесілай I
Агесілай I (дав.-гр. Ἀγησίλαος; д/н — бл. 790 до н. е.) — цар Спарти в близько 820 — 790 років до н. е. (за іншою хронологією — 964—920 роки до н. е.)

## Життєпис
Походив з династії Агіадів. Син царя Дорісса. Згідно Аполлодора Афінського панував 44 роки. Згідно Павсанія царював близько 30 років і саме до першої половини панування Агесілая I відносить реформи Лікурга.
Продовжив війну проти Аргосу за Кінурію.
Йому спадкував син Архелай.